# Gunzesried

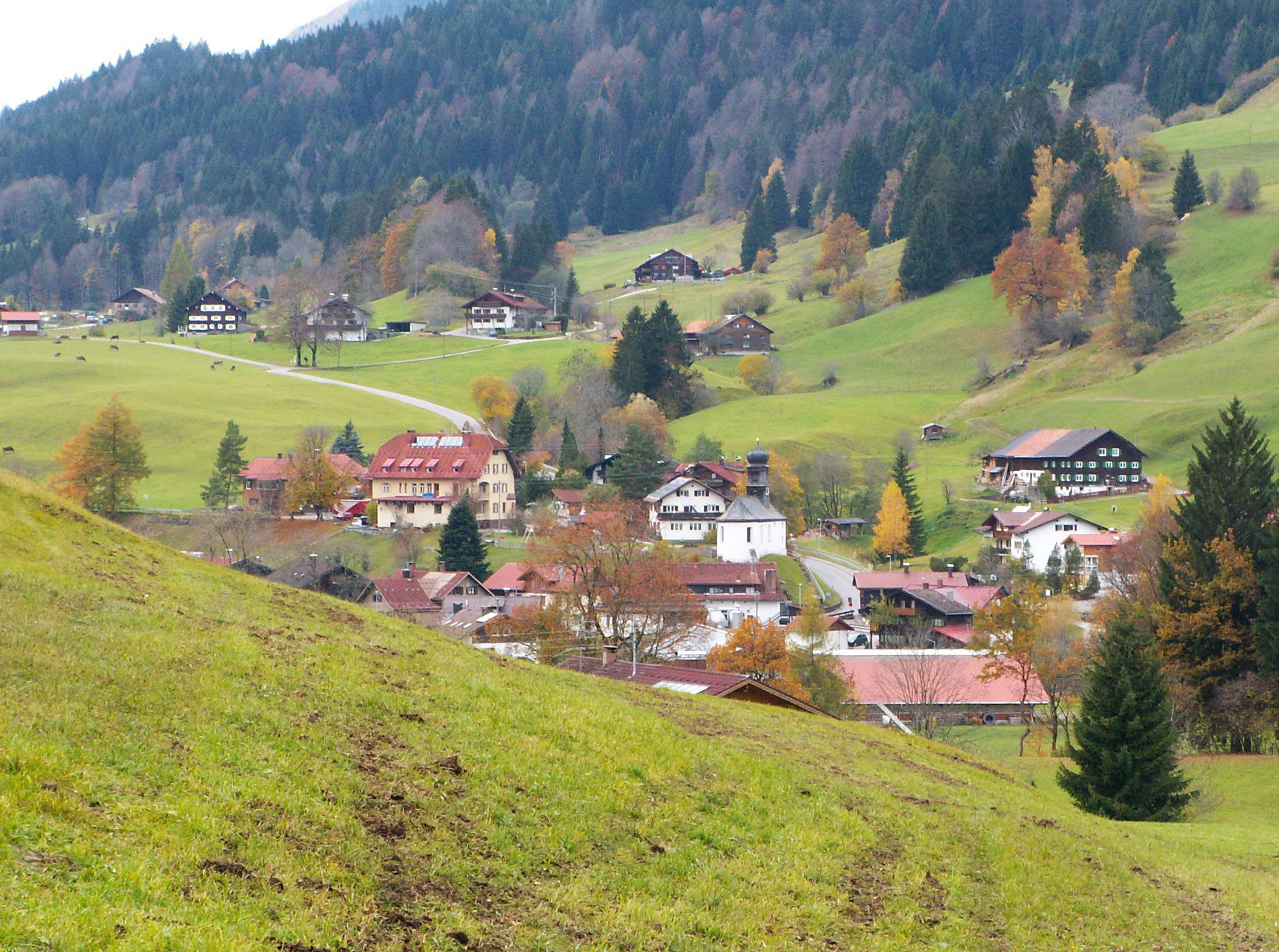
Gunzesried

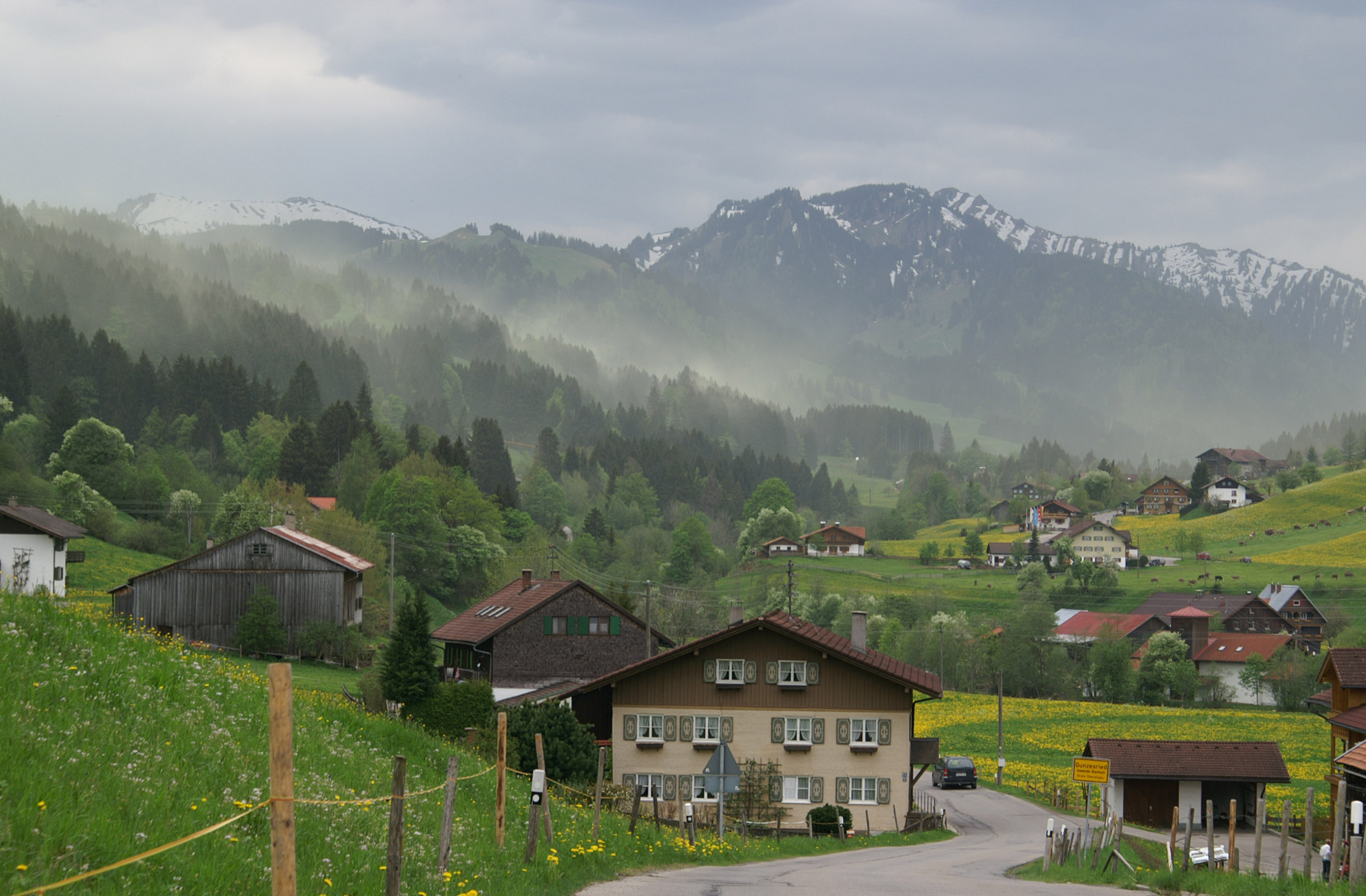
Löwenzahnsturm im Gunzesrieder Tal, Mai 2006

Gunzesried ist ein Dorf und Ortsteil der bayerischen Gemeinde Blaichach im Landkreis Oberallgäu. Er liegt in knapp 900 m Höhe in einem Hochtal.

## Geschichte
Laut Mundartforschern geht der Ortsname auf „Gunzharts Ried“ zurück und bietet einen Hinweis auf die Besiedlung des Tales durch Alemannen, die im 7. Jahrhundert stattfand. Diese ersten Bewohner machten das Sumpfland (Ried) urbar. Etwa 100 Jahre nach der ersten Besiedlung wurden die Einwohner durch Missionare des Klosters St. Gallen zum christlichen Glauben bekehrt. Damals wurde die erste Kapelle des Ortes errichtet. Der Nachfolger dieses ersten christlichen Gotteshauses, die Kapelle St. Nikolaus, wurde im Jahr 1612 geweiht.

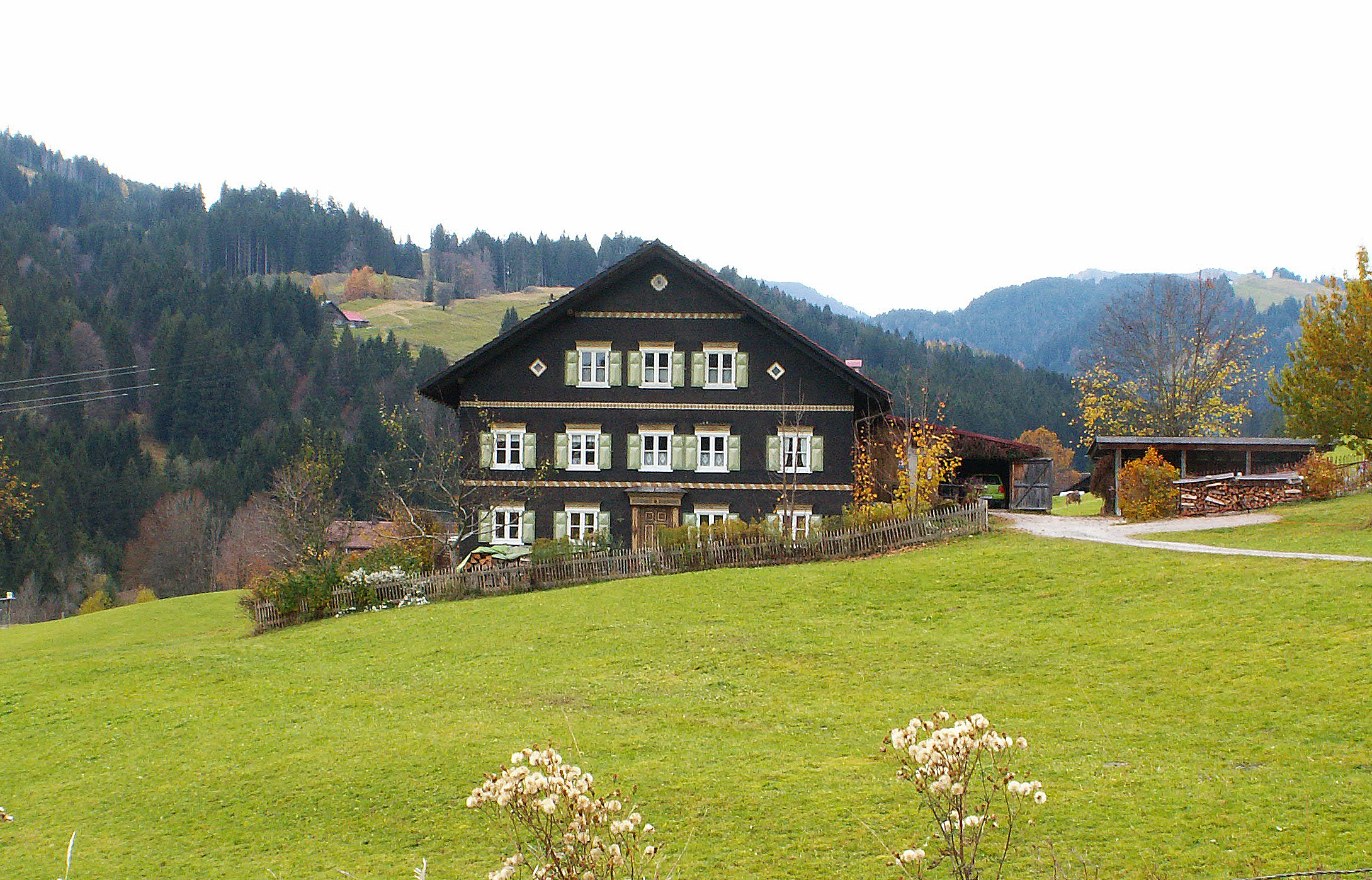
Typisches Bauernhaus im Gunzesrieder Tal

Gegen Ende des 13. Jahrhunderts wurde die Alpgauer Grafschaft in die Grafschaft Eglofs umgewandelt. Der sogenannte „Obere“ und der sogenannte „Untere Sturz“ allerdings – Steuergemeinden, die der Grafschaft Eglofs steuerten, – behielten sich eine eigene Gerichtsbarkeit in Eigentumssachen sowie die eigenständige Wahl ihres Ortsvorstandes bzw. Schultheißen bis 1809 bzw. 1810 vor. Der letzte Schultheiß von Gunzesried, das den Oberen Sturz ausmachte, war Johannes Finkel.
Aus dem Gunzesrieder Tal wurde ein Teil der Kohlen bezogen, die zur Erzgewinnung unter dem Grünten benötigt wurden. 1708 kam es zu einem Streik. Den Forderungen der Kohlentransporteure nach besserer Bezahlung wurde nachgegeben, damit es im Bergwerk nicht zu Arbeitshemmnissen kam.

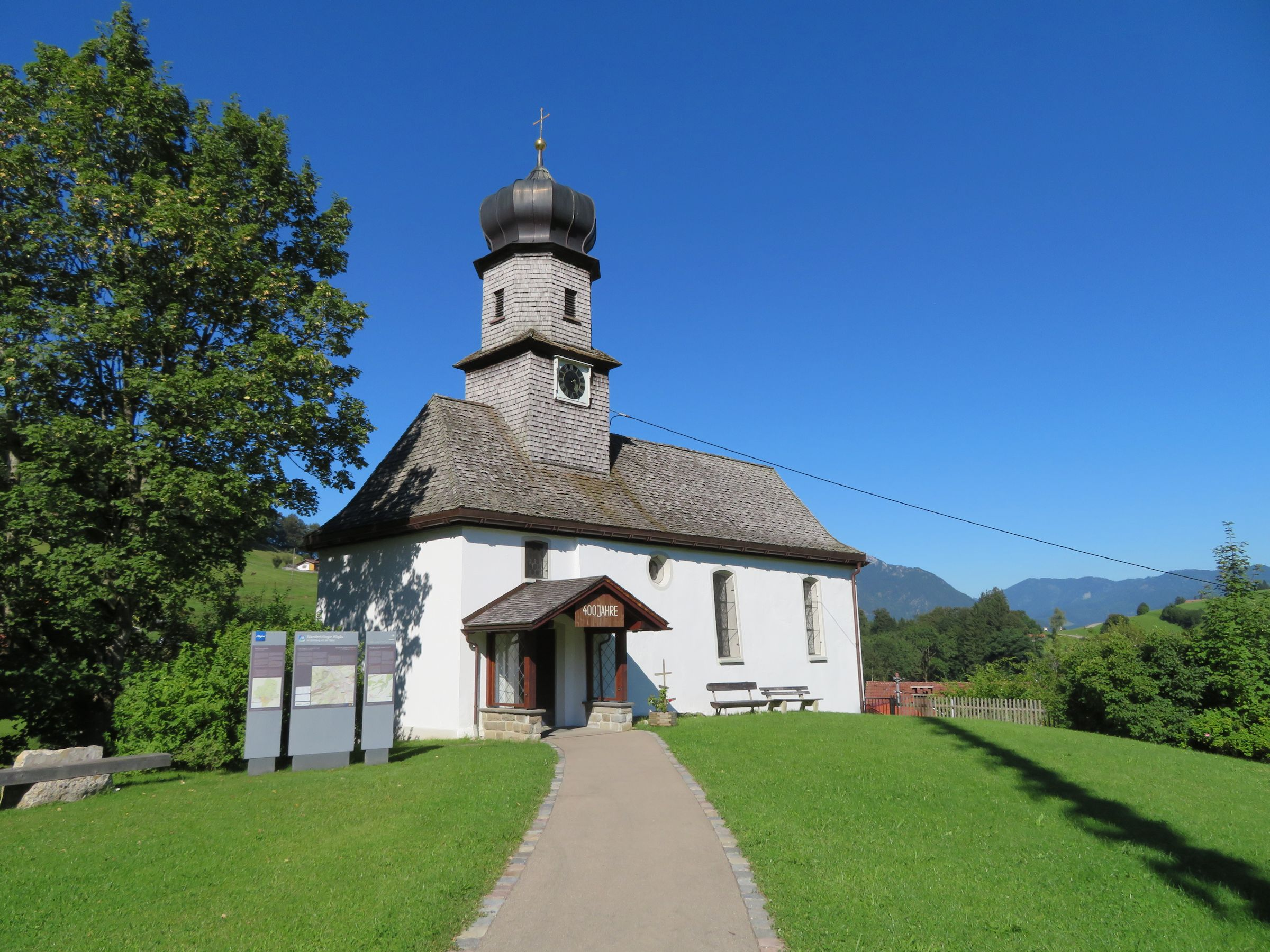
Kapelle St. Nikolaus

1796 war Gunzesried von den kriegerischen Auseinandersetzungen mit Frankreich betroffen. Schultheiß Finkel schrieb darüber einen Bericht: „Da nun der römische Kaiser und das Teutsche Reich sambt noch verschiedenen Monarchen mit der französischen Republik in einen sehr sehr schweren Krieg verwickelt waren, hatten wir sehr große Kösten, starke Lieferung und Fuhrwerk wegen Magazin und Soldaten, und es begab sich, daß die sämmtlichen Verbündete den Franzosen weichen mußten. Es war eine fürchterliche Retirade, da daß von Unterschwaben sehr strk in unsere Berggegen Vieh und zerschiedene Mobiliarschaft flüchtete und auch ansehnliche Leut selbsten. So haben wir Gemeindsleut den 17. Aug. dem damaligen regierenden Herrn Grafen Franz Fidel v. Königsegg-Rothenfels mit 15 Pferden einige von seinen kostbarsten Möbeln in das Gunzartsried zur Flucht abgeholt und zur Versorgung in des Thomas Renn, das nächste Haus bei der Kapell, geleget und etliche Wochen alle Nacht eine Wacht dazu aufgestellt. Sonst seyndt noch viele Sachen von Privaten bei uns in der Flucht gewesen. Den 24. Aug. wurde bei Immenstadt ein hartnäckiges Gefecht zwischen den Kaiserlichen und Franzosen gehalten. Die Kaiserlichen mußten retirieren und das Gefecht und Kanonieren ging bis nach Obersonthofen. Es dauerte bereits den ganzen Tag. Da sah es traurig aus. Die Franzosen raubten und plünderten, wo sie hinkamen, alles was ihnen gefallen hat, und viele Leut seyndt noch dazu übel behandelt worden. Nit nur ein Hundert Menschen seyndt in unsere Gemeinde geflüchtet [...] Einige Truppen Franzosen streiften durch Schwanden und Ettensberg bis in das Gemeindle Reithe, dort raubten sie einigen Bauern, was ihnen gefiel. Aus der Reithe schlugen sie sich über das Tobel auf die Halde und behandelten diesen Ort auch nicht gut. Da waren wir in unserer Gemeindt in einer angstvollen Besorgnus, sonderheitlich weil wir so viele Geflüchtete bei uns hatten und stündlich über alle Weg und Straßen mehr hereinkamen. Bei so Beschaffenheit der Lage nahmen die damaligen Gemeindtsvorgesetzten die Flucht zu Gott und der Himmelkönigign Maria, wie auch zu unserem Schutzpatron, dem heiligen Nikolaus, und bitteten im Namen der ganzen Gemeindt um Abwendung alles Übel, mit dem ernstlichen Versprechen, alljährlich ein Gedächtnus zu verrichten. Was geschieht: die Franzosen schauten auf den Höhen in das Gunzesried und zogen sich wiederum zurück! Den 25. August wurde wiederum ein großer Allarm [...] Die Deputierten von der Gemeindt erneuerten ihr klägliches Versprechen mit einem festen Vertrauen, und es blieb bei uns alles sicher, und wir sahen keinen einzigen Franzosen in unserm Dorf in diesem Jahr [...]“
Die Jagdhoheit lag einst bei den Bischöfen von Augsburg bzw. den Grafen von Königsegg. Eine Nachfolgeerscheinung der Revolution von 1848 war die Freigabe der Jagd an die Gemeinden, was dazu führte, dass die Wildbestände im Gunzesrieder Tal stark zurückgingen. Durch die Einführung des neuen Jagdgesetzes 1850 wurde dem Einhalt geboten. Die 1854 gegründete Allgäuer Jagdgesellschaft, die hauptsächlich aus adligen Herren bestand, nutzte unter anderem auch den Flurbezirk Gunzesried.
Im Jahr 1908 hatte die Gemeinde Gunzesried – zu der noch Seifriedsberg und Bihlerdorf gehörten – 783 Einwohner, das Dorf selbst allerdings nur 384. 1808 hatte eine Vereinödung eingesetzt, deren Spuren noch deutlich zu erkennen waren.

## Sehenswürdigkeiten

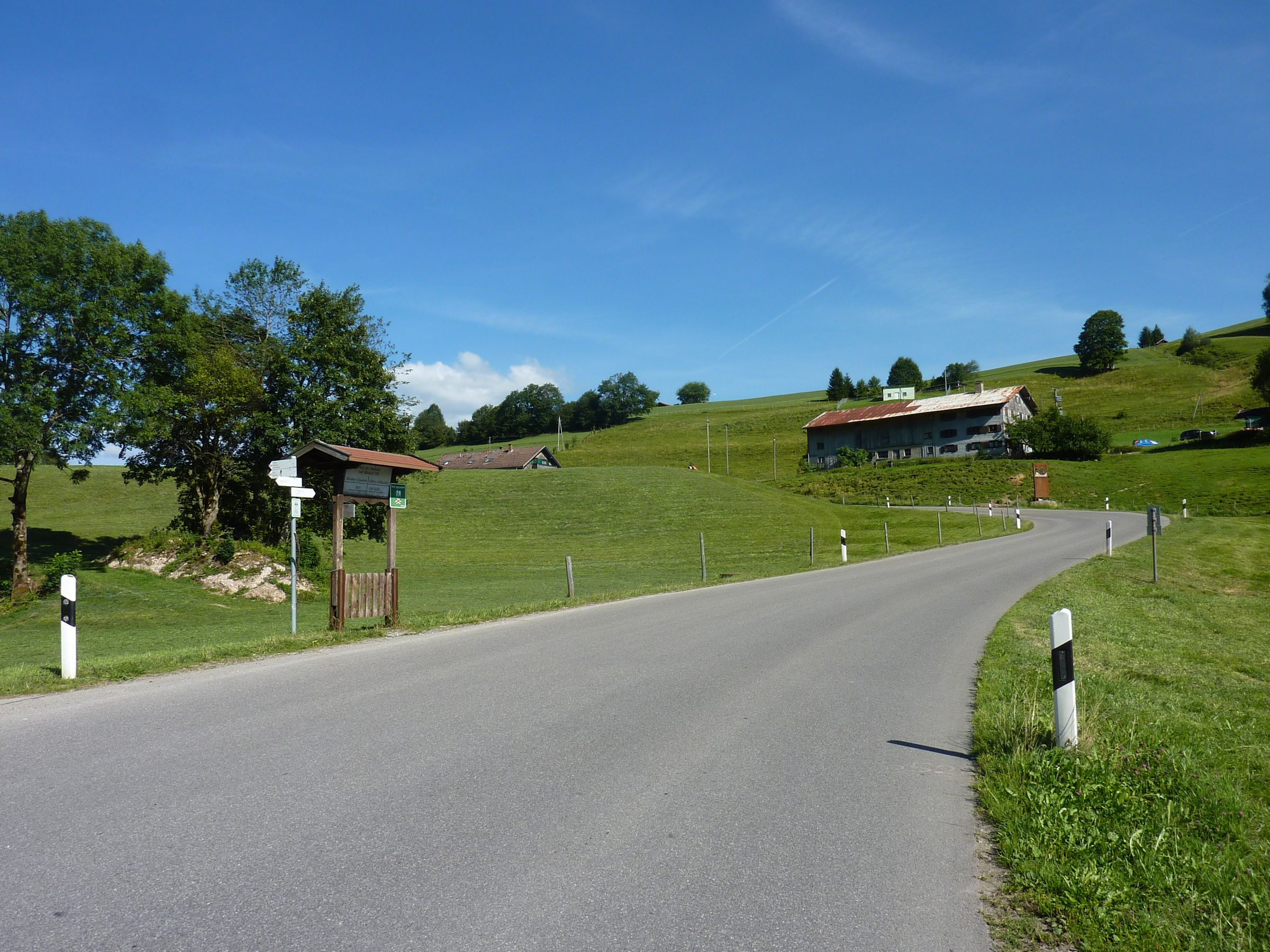
Eingang zum Haldentobel (links)

Die Kapelle St. Nikolaus ist ein eingetragenes Baudenkmal. Sie wurde Anfang des 17. Jahrhunderts gebaut; mehrfach rutschte die Stützmauer an der steilen Nordflanke des sogenannten Kappel-Bichls und machte Reparaturen notwendig. Die letzte umfangreiche Sanierung erfolgte im Jahr 2017. Seit 1796 wird aufgrund eines Gelöbnisses am Nikolaustag eine Festmesse gehalten: viele Menschen waren vor den Truppen Napoleons in das Tal geflohen, ihre Gebete wurden erhört und der Ort blieb von den marodierenden Truppen verschont. 
Bei Gunzesried befindet sich der Ostertaltobel.
Am unteren Ortsende von Gunzesried befindet sich der Anfang des Wanderwegs durch den Haldentobel, den einst Max Förderreuther wie folgt schilderte: „Reich an landschaftlichen Schönheiten ist auch das Gunzesrieder Tal. Der Aubach, der es durchströmt, bildet oberhalb der neuen Brücke eine wilde Enge, in der Riesenblöcke dem tobenden Wasser den Weg versperren. Später, um Gunzesried, lassen die scharf abgeböschten Terrassen erkennen, daß hier das Wasser einst zu einem ansehnlichen See aufgestaut war, bis es ihm gelang, eine zweite Enge zu durchsägen, die gleich unterhalb Gunzesried beginnt und mit geringen Unterbrechungen bis zum Austritt aus den Bergen bei Blaichach sich fortsetzt. Wer sich die Unbequemlichkeit nicht reuen läßt, dem Bachbett zu folgen, soweit es möglich ist, der kann ein seltenes Naturschauspiel nach dem andern betrachten. Bald sind es runde Strudellöcher, die spiralförmig in den harten Fels eingebohrt wurden; bald drängen sich felsige Querrippen vor, die der Bach wie mittels einer Säge scharf entzwei geschnitten hat; bald türmen sich Felsblöcke übereinander, zwischen denen das Wasser in wildem Zorne wegschäumt; dazu schöne, hochstämmige Wälder und an heißen Sommertagen willkommene Gelegenheit, in dem klaren, frischen Bergwasser ein erquickendes Bad zu nehmen!“
Eine alte Hängebrücke zwischen Gunzesried-Säge und Gunzesried wurde vor dem Bau der neuen Hohen Brücke 1901 abgerissen. Der Gunzesrieder Bauer Martin Schneider baute damals ein hölzernes Modell der alten Brücke im Maßstab 1:10, das – maßstäblich gesehen – dieselbe Tragkraft hatte wie sein Vorbild. Die neue Brücke, eine Eisenbetonkonstruktion, bestand bis ins 21. Jahrhundert und wurde gegen den Widerstand von Denkmalschützern abgerissen. Eine Fotografie aus dem Hause Heimhuber zeigt den Bau, der einen tiefen Tobel überspannte.